# 春色こみゅにけ〜しょん
『春色こみゅにけ〜しょん』は、2008年4月25日にTeriosから発売された美少女アドベンチャーゲームである。

## 概要
2003年に発売された『夏色☆こみゅにけ〜しょん♪』の4年後を舞台にした続編で、前作のメインヒロイン・月島千夏の妹の月島春香がメインヒロインとなっている。登場人物は一新されているが、前作のキャラクターも一部登場する。

ゲームシステムは前作と異なり、オーソドックスなコマンド選択のみの恋愛アドベンチャーゲームとなっている。

## あらすじ
猪野澤龍介は、家庭の事情から鷹子（たかのこ）学園を休学し、芳櫻峽（ほうおうきょう）の温泉旅館・櫻荘（さくらそう）に世話になることになった。旅館を切り盛りする加美山親子の元で気楽な生活を送っていたが、春休みになって学園の同級生・月島春香が押しかけてきた。地元の幼なじみや旅館の宿泊客も交えて、龍介の騒がしい毎日が始まった…。

## キャラクター

### 主人公
猪野澤 龍介（いのさわ りょうすけ）
本作の主人公。紀行ライターの父親が行方不明となってしまったため、私立鷹子学園を休学して出身地の芳櫻峽に戻り、櫻荘に世話になることになった。顔・スタイル・成績共に良いため女の子にかなりモテているが、「来る者拒まず、去る者追わず」でマイペースかつシニカルに構えている。

### ヒロイン
主人公とのHシーンおよび個別エンディングが存在する。
月島 春香（つきしま はるか）　声：倉田まりや
龍介の幼なじみで、前作のメインヒロイン・千夏の妹。姉のロマンスに憧れているが、キツイ性格のため龍介に対してついケンカ腰になってしまう。弓道部のエースでインターハイクラスの実力。突然休学して引っ越してしまった龍介のことがどうしても気になり、春休みに櫻荘へやってきた。
加美山 椿（かみやま つばき）　声：榊るな
龍介の幼なじみで、櫻荘の仲居。クールで無愛想なため接客には不向きだが、ちょっと抜けている母親のあやめの代わりに櫻荘を切り盛りしている。いつも着物の上にメイド風の衣装を付けている。龍介に対しては物言いはそっけないが、それなりに好意的に接している。
円行寺 燁子（えんぎょうじ ようこ）　声：大花どん
龍介の年上の幼なじみ。山向こうの喜久摩温泉で巨大リゾートホテルを経営する円行寺グループのお嬢様。学校時代から仕切屋で、社会人になった今も周囲から「委員長」と呼ばれている。親の権力を笠に着ることはしないが、龍介の前では高慢な態度を取っている。

### サブヒロイン
主人公とのHシーンはあるが、個別エンディングは無し。
加美山 あやめ（かみやま あやめ）　声：飯田空
櫻荘の美人女将で、椿の母親。未亡人。天然でのんびりした性格で、龍介のことを息子のようにかわいがっている。小柄で華奢な椿と反対に、着物の上からでもわかるほどいいスタイルをしている。
鈍川 槇乃（にぶかわ まきの）　声：金田まひる
櫻荘の宿泊客。東京の女子大生。かなりのオタクで妄想が飛び抜けており、美形センサーにヒットした龍介や透瑠には特に暴走してしまう。同行している相方とのサークルでBLマンガ同人誌を描いていて、美少女ゲームのコスプレにも熱心。
黒木 繭梨（くろき まゆり）　声：彩世ゆう
鷹子学園の養護教諭。フェロモンたっぷりなナイスバディで、仕事では面倒見がいいことから、男女問わず生徒から人気がある。龍介が鷹子学園にいる時からいい仲になっていたのだが、学園の春休みを使って櫻荘へやってきた。実は龍介と春香のことを気にかけているらしい。
美馬 透瑠（みま とうる）　声：神地谷える
燁子の執事兼ボディーガード。男装の麗人。燁子に忠実に仕えるが、甘やかさずに締める所はしっかり締めている。神出鬼没に現れ、謎が多い人。
星乃 ツカサ（ほしの つかさ）　声：北都南
前作のヒロイン。旅行で櫻荘へやってきた。前作で直人が千夏を選んだため、さびしい想いを抱えている。

### サブキャラクター
瀬尾 明日香（せのお あすか）　声：彩世ゆう
前作のヒロイン。旅行で櫻荘へやってきた。
鹿嶋 直人（かしま なおと）
前作の主人公。ツカサ・明日香と共に櫻荘へ来ているが、会話中に名前が出るだけで、立ち絵・セリフなどは無い。

## 各章タイトル
ストーリーは各章に分かれて構成されている。終章（エンディング）は、攻略キャラクターにより4種類存在する（春香×2、椿、燁子）。
- prologue　別れ
- 第1章　芳櫻峽
- 第2章　出会い
- 第3章　喧噪
- 第4章　めくるめく日々
- 第5章　旅立ち
- 終章　さくら、らんまん！

## スタッフ
- 原画:横田守、土代昭治
- シナリオ:稀文堂、Oじろー、坂元星日、北かづき
- 音楽:猫野こめっと
- ディレクター:ドイハラフミト

## 主題歌
オープニングテーマ「MY HONEY SPRING」
歌：佐藤ひろ美　作詞：狩野伊太朗　作曲：藤田淳平　編曲：菊田大介